# Rhynchodontodes sagittata
Rhynchodontodes sagittata là một loài bướm đêm trong họ Erebidae.